# Béthisy-Saint-Martin
Béthisy-Saint-Martin é uma comuna francesa na região administrativa de Altos da França, no departamento de Oise. Estende-se por uma área de 9,82 km². Em 2010 a comuna tinha 1 040 habitantes (densidade: 105,9 hab./km²).